# Lettore modello
Il lettore modello, o lettore implicito, è un concetto della semiotica: con l'espressione s'intende un lettore immaginario a cui un testo è rivolto.
Durante la stesura di un testo, un autore in carne e ossa, detto autore empirico, definisce quale immagine vuole dare di sé al lettore, definisce cioè l'autore modello. Questi stabilisce a sua volta un lettore modello, un individuo immaginario che potrebbe leggere il suo testo. Il testo, però, finisce tra le mani di una persona vera e propria: il lettore empirico, il quale non sempre corrisponde al lettore modello. Il lettore empirico fa poi delle ipotesi sull'autore empirico.
L'autore, avendo in mente uno specifico lettore modello, adotta una strategia narrativa a lui congeniale. Più questa strategia si adatta a un numero elevato di lettori empirici, più il testo avrà successo. Stabilire un lettore modello non vuol dire, però, decidere in maniera meccanica quali saranno le mosse precise che il lettore empirico farà. Significa adottare una strategia flessibile che si possa adattare a più lettori, una strategia aperta a tante possibili interpretazioni.
Umberto Eco afferma:  
Se una strategia è flessibile, cioè permette tante interpretazioni quanti sono i suoi lettori empirici, Eco parla di 'condizione di felicità': 
Secondo Eco, il lettore modello, prodotto diretto del testo, “non è colui che fa l'unica/giusta congettura. Un testo può prevedere un lettore modello che può fare infinite congetture. Si tratta di una serie di condizioni che devono essere soddisfatte affinché il testo possa esprimere interamente il suo contenuto potenziale: ci si aspetta che il lettore modello possa interpretare a fondo il testo – o meglio, in un modo simile a quello usato dall'autore per crearlo – ed essere d'accordo “nel rispettare le regole che crea [il testo] per […] ricavarne una comprensione coerente. Ad esempio, questo significa che, anche se il lettore empirico di Cappuccetto Rosso sa perfettamente che i lupi non parlano, perché la fiaba abbia senso il lettore modello deve accettare non solo le regole che questa fiaba impone, ma anche l'esistenza di un mondo in cui gli animali sanno parlare. Eco afferma che “ci sono determinate regole nel gioco, e il Lettore Modello è qualcuno desideroso di giocare a questo gioco. 
È impossibile stabilire a priori quale strategia narrativa si adatti maggiormente a un elevato numero di lettori empirici. Questo perché nella comunicazione scritta, a differenza dell'orale, non c'è un feedback immediato, cioè il destinatario del testo non reagisce immediatamente. Quando un autore scrive un romanzo, per esempio, non può sapere quale sarà la reazione dei suoi lettori empirici. Egli scrive con in mente un particolare lettore modello e utilizza una strategia narrativa a lui congeniale. Soltanto dopo la pubblicazione, se il romanzo viene letto da un alto numero di lettori, avrà la conferma che la sua strategia narrativa si addice a più lettori empirici.
È importante sottolineare che individuare il giusto lettore modello non è un problema che riguarda solo gli autori letterari: ogni tipo di testo (romanzo, poesia, articolo di giornale, libretto d'istruzioni, rubrica telefonica ecc.) ha il suo lettore modello, che deve essere scelto con cura. Questa scelta può anche essere implicita e in linea con lo stile e il registro con cui il testo è scritto, e con il suo grado di specializzazione (un trattato scientifico sulla citogenetica versus un libro di testo che spiega la citogenetica agli studenti di scuola superiore).

## Le ipotesi interpretative del lettore empirico
Quando un lettore empirico legge un testo fa delle ipotesi interpretative, dà al testo una personale interpretazione. Queste ipotesi derivano dalle proprie competenze linguistiche, dalla propria conoscenza, dalla propria fantasia e dal testo già letto. Nel corso della lettura può confermarle, smentirle o riformularne di nuove. Inoltre il testo scritto ha anche il vantaggio di non perdersi nel tempo, quindi il lettore potrà rileggerlo più volte per verificare la veridicità delle sue ipotesi.
Nella maggior parte dei casi un lettore empirico è responsabile delle proprie scelte interpretative solo di fronte a sé stesso. È un lettore “in proprio”. Ci sono però particolari lettori che devono rispondere anche a un vasto numero di individui. È questo il caso dei critici letterari e dei traduttori.

## Lettore modello in traduzione
Per quanto riguarda la scienza della traduzione, è da notare che anche i traduttori devono presupporre il lettore modello per il loro metatesto, lettore modello che può essere diverso da quello del prototesto. In questo caso, il metatesto necessiterà di note traduttive o biografiche, di una prefazione o di una specie di riscrittura per mantenere l'ambiente culturale e il bagaglio culturale del prototesto vicini al nuovo lettore modello del metatesto che potrebbe non condividerli..
Nel mondo dell'editoria non tutti i testi sono tradotti perché non tutti hanno un mercato all'estero. Di norma si traducono soltanto quelli meno connotati culturalmente o quelli che possono essere percepiti anche in una cultura diversa. Può comunque capitare che un testo, con un'ampia diffusione nella cultura emittente (la cultura che lo produce), abbia un successo mediocre nella cultura ricevente (la cultura che riceve la traduzione). Questo perché nella cultura emittente il lettore modello potrebbe essere più colto e più interessato a particolari fenomeni del lettore modello nella cultura ricevente.
Per esempio, un romanzo inglese che parla dell'organizzazione militare IRA e di questioni legate all'indipendenza irlandese potrebbe avere grande successo nel Regno Unito, ma potrebbe essere un fiasco totale in Italia, in Francia o in Spagna.
Il traduttore si trova nella posizione critica di mediatore tra le due culture. È il lettore empirico del testo nella cultura emittente (che si può definire 'prototesto') ed è l'autore del testo nella cultura ricevente (il metatesto). Il suo lettore modello sarà quasi sicuramente diverso dal lettore modello dell'autore empirico nella cultura emittente, di conseguenza dovrà adottare una strategia traduttiva che si addica al suo lettore, adattando il testo al suo orizzonte culturale ma permettendogli, allo stesso tempo, di comprenderne il senso nella cultura emittente.
La politica editoriale, in questo processo di mediazione, ha un ruolo fondamentale. A scegliere il lettore modello, infatti, non è sempre il traduttore ma, in alcuni casi, anche il committente il quale dà precise indicazioni su come realizzare il metatesto e influisce sulla strategia traduttiva. Per esempio, potrebbe scegliere un lettore modello abbastanza cólto, interessato al testo originale e quindi permettere la presenza di un apparato metatestuale (biografia dell'autore, note del traduttore, cronologia, prefazione, postfazione, se non addirittura il testo originale a fronte) accanto al testo. Oppure potrebbe optare per un lettore modello più 'svogliato', che non si cura troppo dell'originale e preferisce una traduzione scorrevole. In questo caso il traduttore deve eliminare tutti i possibili inciampi presenti nel testo e renderlo il più fluente possibile, sacrificando dettagli di importanza minore o semplificando la struttura del testo.